# Richard Eckersley
Pour les articles homonymes, voir Eckersley (homonymie).
Richard Jon Eckersley est un ancien footballeur anglais né le 12 mars 1989 à Salford. Il évoluait au poste de défenseur. Il est le frère d'Adam Eckersley

## Biographie
Richard Eckersley joue 2 matchs en Premier League avec le club de Manchester United lors de la saison 2008-2009.
Le 18 septembre 2015, il rejoint Oldham Athletic.

## Palmarès
- Championnat canadien : 2011 et 2012